# Sacrée Soirée
Sacrée Soirée est une émission de variétés diffusée sur TF1 du 2 septembre 1987 au 29 juin 1994, puis du 19 décembre 2007 au 16 décembre 2009 soit au total 264 numéros, pour 7 saisons, tous les mercredis soir.
L'émission était produite par GLEM (Gérard Louvin, Marie Christine Mouton) et présentée par Jean-Pierre Foucault.

## Concept
Chaque mercredi soir, l'émission accueillait trois invités principaux issus du monde du théâtre, du cinéma, de la littérature ou de la chanson auxquels la production réservait une surprise souvent avec la complicité d'un membre de l'entourage de l'invité.
L'émission était diffusée en direct du studio 15 de la SFP aux Buttes Chaumont de 1987 à 1988, ensuite depuis le studio 17 de la SFP aux Buttes Chaumont de 1988 à 1990 puis depuis le plateau 3000 (Bâtiment 101) des Studios de France à la Plaine Saint-Denis et réalisée par Christian Vidalie, Gilles Amado et Georges Barrier. L'émission s'inscrivait dans les grands programmes dits de variétés des années 1980-1990, avec orchestre en direct, et mobilisait des  moyens techniques lourds[réf. nécessaire].

## Dans les années 2000
Un 265e numéro de Sacrée Soirée, réalisé par Gérard Pullicino, a été diffusé en direct le mercredi 19 décembre 2007 à 20 h 50 sur TF1 pour célébrer le vingtième anniversaire de l'émission. L'émission construite au tour de la thématique « musique » convie des chanteurs, et des chanteuses. Ce retour rassemble 6,8 millions de téléspectateurs pour 39,1 % de part de marché[réf. nécessaire].
L'opération est renouvelée le 17 décembre 2008, cette fois-ci avec le thème « cinéma » conviant des acteurs et actrices. Ce numéro enregistre 5,9 millions de téléspectateurs pour 28,5 % de part de marché[réf. nécessaire]. 
Un dernier numéro est diffusé le 16 décembre 2009 avec des personnalités. Pour cette 3e soirée, l'audience est en berne : 5 millions de téléspectateurs pour 23 % de part de marché [réf. nécessaire].
En raison de cette audience décevante, TF1 et Jean-Pierre Foucault décident de ne pas reconduire l'émission[réf. nécessaire].
Un concert est organisé à Chalon-sur-Saône en novembre 2013. Étaient présents autour de Jean-Pierre Foucault, Hugues Aufray en invité d'honneur, Nicole Croisille, Umberto Tozzi en invité international, Guy Marchand, les Worlds Apart, Marcel Amont, La Compagnie Créole, Marie-Paule Belle, Plastic Bertrand, Enzo Enzo, Frédéric Da Silva. Danyel Gérard et Miss Bourgogne[réf. nécessaire].